# Сарка (Прахова)
Сарка (рум. Sârca) насеље је у Румунији у округу Прахова у општини Скорцени. Oпштина се налази на надморској висини од 377 m.

## Становништво
Према подацима из 2002. године у насељу је живело 449 становника, од којих су сви румунске националности.